# 4912 Emilhaury
A 4912 Emilhaury (ideiglenes jelöléssel 1953 VX1) a Naprendszer kisbolygóövében található aszteroida. Az Indiana Egyetem fedezte fel 1953. november 11-én.